# Talteknik
Talteknik kallas läran om talorganens användning på ett ändamålsenligt sätt. Den syftar bland annat till att utveckla andning och artikulation och är av betydelse för skådespelare, sångare, talare med flera.
Knut Vikrot (1897-1958) var namnet på en framstående, svensk talpedagog. Hans bok ”Rösten. Dess skolning och vård” är ett standardverk inom detta område.
Ett övningsexempel ur boken: "Den där drömmande dalslänningen, den duger då drägligt till dundrande demagog, däremot dåligt till dådkraftig dräng, durkdriven dubbelpianist eller donjuanisk delfindomptör".